# René Fallet
René Fallet (Villeneuve-Saint-Georges, 4 december 1927 - Parijs, 25 juli 1983) was een Frans schrijver en scenarist.

## Leven en werk
Fallet had vanaf zijn vijftiende allerlei baantjes  in Parijs, die hem inspiratie zouden opleveren voor zijn romans. Het literaire succes overkwam hem al op negentienjarige leeftijd met zijn debuut Banlieue sud-est (1947). Bekende namen als Blaise Cendrars en Boris Vian waren vol lof. In die eerste roman schetste hij met veel verve zijn adolescentie en zijn ontmoetingen met allerhande pittoreske figuren in de Parijse banlieue tijdens de laatste maanden voor de Bevrijding van Parijs. La Fleur et la Souris (1948) en de spannende roman noir Pigalle (1949), zijn twee volgende boeken, situeerde hij in hetzelfde kader tijdens en na de Bevrijding. In 1950 ontving hij de Prix du roman populiste voor die drie eerste romans.
Vanaf dan legde hij zich toe op de literatuur en de literaire kritiek. Zo had hij tussen 1952 en 1956 een literaire kroniek in Le Canard enchaîné. In 1953 woonde hij een optreden bij van de nog niet zo bekende Georges Brassens en schreef er een laaiend enthousiast artikel over. Het betekende het begin van een levenslange vriendschap. In 1964 werd hem de prix Interallié toegekend voor Paris au mois d'août, de roman die hem definitief zijn plaats gaf in de Franse literatuur. Hij schreef niet alleen een twintigtal romans maar ook enkele dichtbundels en vier essays, onder andere over zijn goede vriend Brassens. Zijn leven bleef in het teken van de literatuur staan totdat hij op 55-jarige leeftijd overleed.

## Werken

### Romans
- 1947 Banlieue sud-est, Domat
- 1948 La Fleur et la Souris, Domat
- 1949 Pigalle, Domat
- 1951 Le Triporteur, Denoël
- 1952 Testament, Seghers
- 1954 Les Pas perdus, Denoël
- 1955 Rouge à lèvres, Éditions de Paris
- 1956 La Grande Ceinture, Denoël
- 1958 Les Vieux de la vieille, Denoël
- 1959 Une poignée de main, Denoël
- 1962 Il était un petit navire, Denoël
- 1963 Mozart assassiné, Denoël
- 1964 Paris au mois d'août, Denoël
- 1966 Un idiot à Paris, Denoël
- 1967 Charleston, Denoël
- 1969 Comment fais-tu l'amour, Cerise?, Denoël
- 1970 Au beau rivage, Denoël
- 1971 L'Amour baroque, René Julliard
- 1973 Le Braconnier de Dieu, Denoël
- 1974  Ersatz, Denoël
- 1975 Le beaujolais nouveau est arrivé, Denoël
- 1980 La Soupe aux choux, Denoël

### Essays
- 1967 Brassens, Denoël
- 1973 Le Vélo Julliard / Idée fixe, geïllustreerde heruitgave Roger Blachon, Denoël, 1992 en 2013
- 1974 Les Pieds dans l'eau, Mercure de France, heruitgave Denoël, 1990

### Poëzie
- 1946 Le Périscope, (in eigen beheer, 50 exemplaren)
- 1959 A la fraîche, Seghers (voorwoord van Georges Brassens)
- 1973 Chromatiques, Mercure de France
- 1969 Dix neuf poèmes pour Cerise, Denoël

## Films naar werken van Fallet
- 1956 Porte des Lilas van René Clair (met Georges Brassens en Pierre Brasseur) (naar La grande ceinture)
- 1957 Le Triporteur van Jack Pinoteau (met Darry Cowl)
- 1960 Les Vieux de la vieille van Gilles Grangier (met Jean Gabin, Pierre Fresnay en Noël-Noël)
- 1964 Les Pas perdus van Jacques Robin (met Michèle Morgan, Jean-Louis Trintignant en Jean Carmet)
- 1966 Paris au mois d'août van Pierre Granier-Deferre (met Charles Aznavour)
- 1967 Un idiot à Paris van Serge Korber (met Danny Carrel, Jean Lefebvre en Bernard Blier)
- 1971 Le drapeau noir flotte sur la marmite van Michel Audiard (met Jean Gabin en Ginette Leclerc) (naar Il était un petit navire)
- 1978 Le beaujolais nouveau est arrivé van Jean-Luc Voulfow (met Jean Carmet en Michel Galabru)
- 1981 La Soupe aux choux van Jean Girault (met Jean Carmet en Louis de Funès)
- 1983 Le Braconnier de Dieu van Jean-Pierre Darras met Pierre Mondy en Annie Cordy